# DiTech Racing Team
Das DiTech Racing Team war ein österreichisches Motorsport-Team, das 2010 von Damian Izdebski und Beppo Harrach gegründet wurde und im Rallye-Sport aktiv war. Dort setzte es einen Mitsubishi Lancer Evo IX (Klasse R4) ein, gefahren von Beppo Harrach und Copilot Andreas Schindlbacher sowie einen Suzuki Swift Sport, gefahren von Damian Izdebski und Copilot Dominik Jahn.
Anfang Februar 2014 wurde in einem Interview mit Beppo Harrach bestätigt, dass DiTech nicht mehr als Sponsor zur Verfügung stehen wird.

## Sponsoren
Sponsor war neben DiTech auch die Caramba-Chemie-Gruppe, ein Anbieter von Spezialprodukten für Reinigung, Pflege und Wartung. Für Einsatz und Wartung der Fahrzeuge ist die österreichische Rallyeschule Driftcompany verantwortlich.

## Erfolge
2011 holte Beppo Harrach den Meistertitel bei der österreichischen Rallye-Staatsmeisterschaft und Damian Izdebski den Staatsmeistertitel in der Division III – insgesamt gewann das DiTech Racing Team die Teamwertung.